# Ороса, Кристиан
Кристиан Лодейро Ороса (кат.  Cristian Orosa Lodeiro; 12 декабря 1990, Андорра-ла-Велья, Андорра) — андоррский футболист, защитник. Выступал за юношеские сборные Андорры до 17 и до 19 лет, а также за молодёжную сборную до 21 года.

## Биография

### Клубная карьера
Начал заниматься футболом в Андорре, также занимался каратэ. В двенадцатилетнем возрасте тренировался в испанской «Сельте», однако не стал игроком команды. В шестнадцатилетнем возрасте стал игроком «Сабаделя», где играл вместе с другим андоррцем Марком Валесом. Позже играл в команде «Конхо».
В 2009 году стал игроком «Унио Эспортива Санта-Колома». В мае 2010 года не принял участия в финале Кубка Андорры из-за травмы. Летом 2010 года дебютировал в еврокубках, в двухматчевом противостоянии в рамках первого квалификационного раунда Лиги Европы против черногорского клуба «Могрен». По сумме двух встреч андоррцы уступили со счётом (0:5). Летом 2012 года вновь сыграл в квалификации Лиги Европы против нидерландского «Твенте» (0:9). В ноябре 2012 года стал игроком испанского «Пуэрта Бонита».
В январе 2014 года прибыл на просмотр в «Кастельон». Итогом просмотра стало подписание контракта с клубом. Затем, перешёл в состав греческого АОТ Алимос. Летом 2015 года тренировался с «Лузитансом», однако в итоге вернулся «УЭ Санта-Колома». В мае 2016 года стал обладателем Кубка Андорры, в финале турнира его клуб обыграл «Энгордань» (3:0). Летом 2016 года сыграл в двух играх первого квалификационного раунда Лиги Европы против хорватской «Локомотивы». По сумме двух игр команда уступила со счётом (2:7). В сентябре 2016 года в матче за Суперкубок Андорры «Унио Эспортива Санта-Колома» обыграла «Санта-Колому» с минимальным счётом (1:0).

### Карьера в сборной
Выступал за юношескую сборную Андорры до 17 лет и провёл в её составе четыре матча. За сборную до 19 лет сыграл шесть игр. С 2009 года по 2012 год провёл девять поединков за молодёжную сборную Андорры до 21 года под руководством Хусто Руиса.

## Достижения
- Обладатель Кубка Андорры (1): 2016
- Обладатель Суперкубка Андорры (1): 2016